# اوتاناسانا

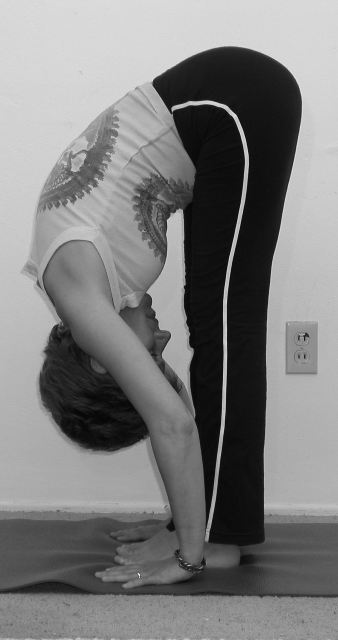
اوتاناسانا

اوتاناسانا (سانسکریت: उत्तानासन ; IAST) خم شدن به جلو، یا «پادهاست آسانا» Padahastasana که در آن انگشتان پا گرفته می‌شوند، یک آسانا خم شدن به جلو ایستاده در یوگای مدرن به عنوان ورزش است.

## ریشه‌شناسی و ریشه‌ها
این نام از کلمات سانسکریت उत्तान uttāna، «کشش شدید» گرفته شده‌است.
این وضعیت در یوگا ماکاراندای کریشناماچاریا در سال ۱۹۳۴ و در آثار شاگردانش، نور در یوگا 1966 BKS Iyengar و Ashtanga Vinyasa یوگا پاتابهی جویس توصیف شده‌است.<ref name="Ashtanga">"Uttanasana A". Ashtanga Yoga. Archived from the original on 15 September 2012. Retrieved 11 April 2011."Uttanasana A" بایگانی‌شده  در ۱۵ سپتامبر ۲۰۱۲ توسط Wayback Machine. Ashtanga Yoga. Retrieved <span.</ref با این حال، تئوس برنارد در گزارش سال ۱۹۴۴ خود از تجربه خود از هاتا یوگا وجود سنت جداگانه‌ای را پیشنهاد می‌کند.

## شرح
این حرکت را می‌توان یک حرکت کشش پشت دانست که در حالت ایستاده انجام می‌شود.
از ناحیه باسن به جلو خم شده تا زمانی که کف دست‌ها روی زمین و در نهایت پشت پاشنه‌ها قرار گیرند.